# Castel Guelfo di Bologna
Castel Guelfo di Bologna (emilián nyelven Castèl Guêlf) település Olaszországban, Emilia-Romagna régióban, Bologna megyében. Lakosainak száma 4496 fő (2023. január 1.). Castel Guelfo di Bologna Castel San Pietro Terme, Dozza, Imola és Medicina községekkel határos.

## Népesség
A település lakossága az elmúlt években az alábbi módon változott:
| Lakosok száma | 4479 | 4506 | 4496 |
|               | 2017 | 2018 | 2023 |